# SMS Erzherzog Karl
SMS Erzherzog Karl, predreadnought bojni brod koji je izgradila Austro-ugarska ratna mornarica 1902. godine. Vodeći brod klase Erzherzoga Karla porinut je 4. listopada 1903. godine. Uključen je u III. diviziju bojnih brodova.